# يحيى جامع
يحيى جامع (بالإنجليزية: Yahya Jammeh) أو يحيى جامي (ولد في 25 مايو 1965) هو الرئيس الثاني لجمهورية غامبيا من 22 يوليو 1994 حتى 19 يناير 2017 وانضم إلى الجيش الوطني الغامبي في عام 1984، وعُين ملازما ثانيا في عام 1989. تمكن من الوصول إلى الحكم عن طريق انقلاب غير دموي في يوليو عام 1994، وانتُخب بعدها بعاميْن رئيسًا للجمهورية. أعيد انتخاب يحيي جامع في 2006 و2011؛ إلّا أنّ مرشّح المعارضة الموّحّد آداما بارو هزمه في انتخابات 2016. أعلن جامع سنة 2015 أن بلاده أصبحت جمهورية إسلامية قائلاً: «غامبيا .. في يدي الله، وابتداء من اليوم فإن غامبيا دولة إسلامية، وسنكون دولة إسلامية تحترم حقوق المواطنين».
اعترف يحيي جامع بخسارته للانتخابات الرّئاسيّة في ديسمبر 2016، إلا أنّه تراجع عن اعترافه ورفض نتيجة الانتخابات التي قال إنها شهدت خروقات، وطالب بإعادتها
. طالبت الدوّل الأعضاء في المجموعة الاقتصادية لغرب إفريقيا، بمساندة من مجلس الأمن الدّولي، يحيي جامع بالتخلّي عني السلطة، مهدّدةً بالتدخّل العسكري. قبِل يحيي جامع التنحّي عن السّلطة بعد وساطة من الرئيسيْن الموريتاني محمد ولد عبد العزيز والغيني ألفا كوندي؛ مؤكّدًا أنه تعرّض لحملات كاذبة وأنّ تنحيه جاء «حقنًا للدماء ومنعًا للتدخلات الخارجيّة، وتجنبًا لنشوب حرب».

## إعادة الانتخاب
أسس حزب '"التحالف الوطني لإعادة التوجيه والبناء"' كحزبه الخاص، وتم إعادة انتخابه بنسبة فوز 53%. وقد عبر المراقبون عن نزاهة وحرية هذة الانتخابات بشكل عام، رغم الثغرات.
رشح جامع نفسه في الانتخابات الرئاسية للبلاد للمرة الثالثة عام 2006. كانت الانتخابات مقررة أن تبدأ في شهر سبتمبر، لكن تم تأجيلها لشهر أكتوبر، لتعارض شهر رمضان. حيث ربح الانتخابات بنسبة 67.3% وأعلن فائزاً ورئيساً للبلاد، من ناحية أخرى، جاء المرشح اوساينو داربوا في المرتبة الثانية.
وفي 11 ديسمبر 2015، أعلن تحويل بلاده إلى جُمهوريَّة إسلاميَّة في خُطوةٍ اعتبرها تخليصًا لِغامبيا من ماضيها الاستعماري.

## تركه لحكم البلاد
في يوم الجمعة الثاني من كانون الأول/ديسمبر أعلن رئيس الهيئة العليا للانتخابات الجامبية خسارة الرئيس جامع وفوز مرشح المعارضة آداما بارو بأغلبية أصوات الناخبين لتنتهي رسميًا فترة حكم الرئيس جامع للبلاد التي استمرت قرابة 22 سنة. وعلى الرغم من اعترافه في البداية بالهزيمة في الانتخابات، إلا أن جامع عاد ليغير موقفه رافضا التنحي عن منصبه وتسليم السلطة سلميا، وأعلن حالة الطوارئ في البلاد لمدة ثلاثة أشهر، مبررا قراره بوجود مخالفات في العملية الانتخابية، وسط دعوات دول إكواس التي طالبته باحترام نتائج الانتخابات، والتي قامت فيما بعد بنشر قواتها في غامبيا.
بعد محادثات مع رئيسي غينيا وموريتانيا، اللذين سعيا إلى التوسط في الأزمة السياسية، والتوصل إلى حل سلمي، قَبِل جامع التنحي عن السلطة، في 21 يناير 2017، من خلال خطاب بثه التلفزيون الرسمي.

## روابط خارجية
- يحيى جامع على موقع الموسوعة البريطانية (الإنجليزية)
- يحيى جامع على موقع مونزينجر (الألمانية)
- يحيى جامع على موقع إن إن دي بي (الإنجليزية)